# Stocamine

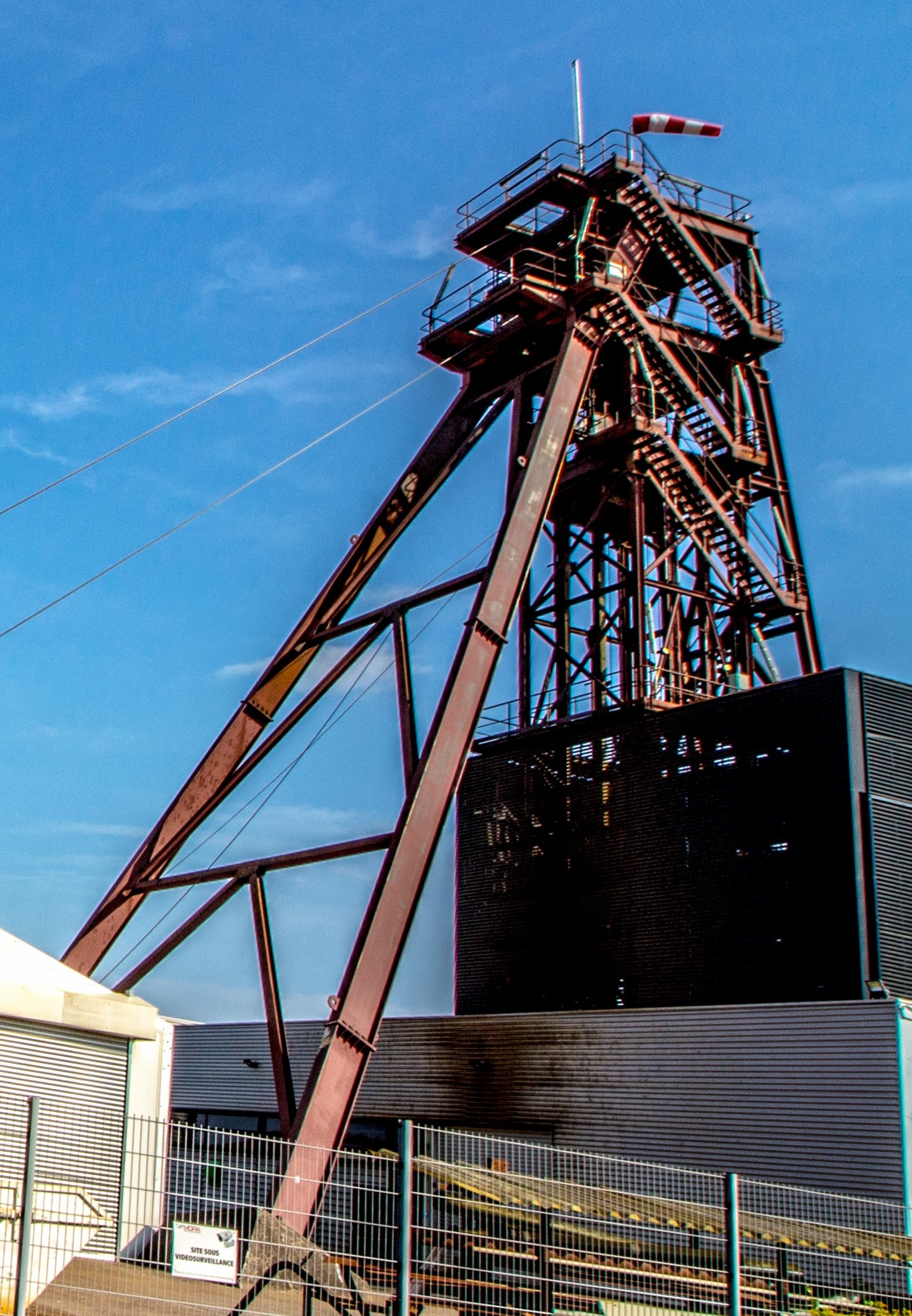
Schacht Joseph

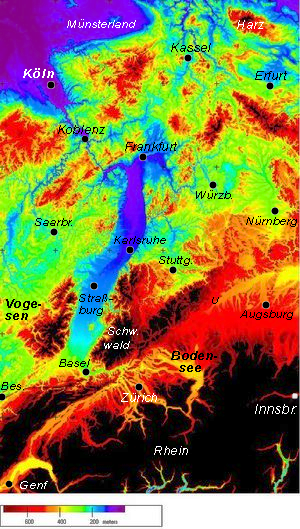
Oberrheingraben (blau) mit dem Oberrhein-Aquifer zwischen Basel und Frankfurt inmitten randlich angegliederter Mittelgebirge (grün bis braun); Farbgebung nach digitalem Höhenmodell

Das Unternehmen Stocamine betrieb auf dem  Gelände des stillgelegten Bergwerks Joseph Else bei Wittelsheim bei Mülhausen von 1974 bis 2003 unter privater Beteiligung nach der Einstellung des Untertageabbaus von Kalisalz Frankreichs einziges Endlager für Sondermüll. Es wird vermutet, dass hieraus Gefahren für den Oberrhein-Aquifer entstehen können. Heute gehört Stocamine zu 100 % den – sich allerdings in Auflösung befindenden – staatlichen elsässischen Kaliminen.

## Deponie für hochgiftige Industrieabfälle
Hier befanden sich über 44.000 Tonnen hochgiftiger Industrieabfälle, darunter Zyanid, Asbest, Arsen sowie chrom- und quecksilberhaltige Substanzen unter anderem aus Kliniken und Chemiefabriken. Am 10. September 2002 entzündeten sich im Block 15 der Deponie 1.500 Tonnen dieser Abfälle, sie brannten zwei Monate lang und konnten nur unter dem Einsatz hunderter lediglich unzureichend geschützter Feuerwehrleute gelöscht werden. Diese giftigen Abfälle sind tiefer gelagert als der überwiegende Teil des Mülls hier. Anschließend wurde die Deponie im September 2003 geschlossen.
Zwar ist die Deponie von Kalisalz umhüllt, teilweise hat sich jedoch das Deckgebirge bereits gesenkt; außerdem ist Wasser eingedrungen. Die Bergung des Sondermülls ist daher schwierig und gefährlich. Die französische Bergbaubehörde beschreibt in einer Analyse, dass die Stollen bis in 100 bis 150 Jahren von Grundwasser überschwemmt sein werden; langfristig (in ca. 600 Jahren) könnten auch toxische Substanzen durch die alten Strebe an die Oberfläche kommen und dadurch das Grundwasser in der Umgebung der Deponie ungenießbar machen. Die Bergung des Sondermülls mit Kosten in zwei- bis dreistelliger Millionenhöhe könnte unter Umständen mit Folge einer Verlagerung in die weltweit größte Untertagedeponie für Sondermüll Herfa-Neurode (Hessen) erfolgen (Platz für 200.000 Tonnen pro Jahr), die gefährlichsten Substanzen sollten nach einem Gutachten jedoch in ca. 500 Metern Tiefe verschlossen werden.
Im Mai 2013 wurde nach einer Anordnung der amtierenden französische Umweltministerin Delphine Batho von Ende 2012 zur teilweisen Bergung des Sondermülls die entsprechende Räumung europaweit ausgeschrieben; wiederum sollte er womöglich nach Herfa-Neurode verbracht werden.
Ende November 2014 verließen 18 Tonnen Giftmüll in Spezialbehältern die stillgelegte Deponie: Bis 2020 sollten knapp 9.000 Tonnen in das ehemalige Salzbergwerk Glückauf in Sondershausen in Thüringen verbracht werden. Nach Angaben der damals amtierenden französischen Umweltministerin Ségolène Royal sollte aus der Stocamine „ein Maximum“ der quecksilber- und arsenhaltigen Abfälle entfernt werden, also ca. 20 % des dort gelagerten Sondermülls.
Mitte Januar 2021 ordnete die ehemalige „Grüne“, mittlerweile der Präsidentenpartei La République en Marche angehörende französische Umweltministerin Barbara Pompili die endgültige Versiegelung des Giftmülls in der geschlossenen Deponie an. Die benachbarte Stadt Freiburg im Breisgau und die baden-württembergischen Landkreise Emmendingen und Breisgau-Hochschwarzwald unterstützten daraufhin eine Resolution, die sich für die Bergung des Giftmülls aus dem Bergwerk einsetzt. Im Oktober 2021 entschied ein französisches Gericht, dass die Giftmülldeponie nicht versiegelt werden darf. Daraufhin kündigte die französische Umweltministerin Barbara Pompili an, sie werde alle rechtlichen Möglichkeiten ausschöpfen, um die Versiegelung möglich zu machen. Ende 2021 stoppte das höchste französische Verwaltungsgericht die Endlagerung von giftigem Müll hier; nun müssen die Abfälle geborgen werden.
Im März 2022 sah es so aus als ob MDPA die Mine endgültig versiegeln würde. Anfang 2022 hat der Präfekt des Département Haut-Rhin auf Anordnung des französischen Umweltministeriums Betonarbeiten in der Mine in die Wege geleitet; dagegen strengten die europäische Gebietskörperschaft Elsass (CeA) sowie der Umweltschutzverband Alsace Nature vor dem Verwaltungsgericht Straßburg einen Eilentscheid an, dem das Gericht Mitte Mai mit „Zweifeln an der Rechtsmäßigkeit“ stattgab.
Anfang Januar 2023 untersagte das Straßburger Verwaltungsgericht dem Verwalter der ehemaligen unterirdischen Deponie weiterhin den Bau von Betonbarrieren unter Tage. Das Gericht bestätigte damit seine dbzgl. Eilentscheidung vom Mai 2022.
Im Frühjahr 2023 leiteten die Betreiber ein viertes Verfahren zur Genehmigung eines Endlagers ein: Bis 10. Mai des Jahres erfolgte eine Anhörung der Bevölkerung Wittelsheims und Umgebung sowie von Bürgern und Behörden aus dem benachbarten deutschen Grenzgebiet; dabei wurden nahezu 1.600 Stellungnahmen abgegeben, darunter auch ein großer Teil aus Deutschland. Im Ergebnis sprachen sich 98 % der Beteiligten gegen einen Einschluss und für eine sachgerechte Bergung der Abfälle aus.
Im April 2023 sprach sich der Regionalverband Südlicher Oberrhein (RVSO), welcher die Interessen von Kommunen zwischen Achern, Müllheim und Titisee-Neustadt vertritt, wie schon in einer Erklärung zwei Jahre zuvor in Emmendingen einstimmig gegen ein Sondermüllendlager in dem Bergwerk ausgesprochen. Mitte Mai des Jahres wurde verlautbart, dass der französische Umweltminister Christophe Béchu dem französischen Umweltverband Alsace Nature und dessen Dachorganisation France Nature Environnement (FNE) vor der endgültigen Entscheidung angeboten habe, jeweils zwei Experten in eine Kommission zur Erstellung eines nochmaligen Gutachtens entsenden zu können; nachdem jedoch das französische Umweltministerium die beiden von Alsace Nature vorgeschlagenen Gutachter abgelehnt und den weiteren entsprechenden Prozess abgebrochen hatte, wollte die Umweltschutzorganisation ein eigenes Gutachten erstellen lassen und sammelte dafür Spenden.
Im September 2023 demonstrierten 250 Deutsche und Franzosen gegen die Versiegelung mit Hinweis auf die Bedeutung des Oberrheinaquifers als „einer der wichtigsten Grundwasserleiter Mitteleuropas unter dem Rhein zwischen Schwarzwald und Vogesen“ und der regionalen Erdbebengefährdung, nachdem der amtierende französische Umweltminister Christophe Béchu die Versiegelung verkündet hatte.
Mitte Februar 2024 hob der französische Staatsrat den vom Verwaltungsgericht Straßburg Anfang November 2023 verhängten vorläufigen Stopp der umstrittenen Endlagerung auf.